# Ace Ventura: When nature calls
 For alternative betydninger, se Ace Ventura. (Se også artikler, som begynder med Ace Ventura)
Ace Ventura: Når naturen kalder (en: Ace Ventura: When Nature calls) er en amerikansk farce/komedie film fra 1995. Filmen er instrueret af Steve Oedekerk og produceret af Warner Brothers og Morgan Creek.
Filmen er efterfølgeren til succesen Ace Ventura: Detektiv fra 1994.
Jim Carrey har igen hovedrollen som den gakkede men til tider meget snedige dyredetektiv, Ace Ventura. På rollelisten finder vi derudover Ian McNeice som Fulton Greenwall, Sophie Okonedo som Wachati-prinsessen og Simon Callow som Vincent Cadby.

## Handling
Vi finder Ace Ventura i gang med at redde en bortløben vaskebjørn oppe i nogle bjerge. Som en parodi på starten af filmen Cliffhanger taber han vaskebjørnen i dybet. Han vælger at gå i kloster i de tibetanske bjerge for at rense sig selv for skammen og sorgen over den tabte vaskebjørn.
Men så en dag kommer Fulton Greenwald, og beder Ace om at komme til det fiktive land Nibia i Afrika. Høvdingen af Wachati-stammens datter skal nemlig giftes med høvdingen fra Wachootoo-stammens søn , og inden brylluppet giver Wachootoo-stammen Wachati-stammen en hellig hvid flagermus kaldet Shikaka. Men denne flagermus bliver stjålet, og hvis ikke Ace Ventura får den tilbage i tide vil der opstå stammekrig.
Det er det engelske konsulat i Nibia der har bedt Ace om at finde flagermusen, men det viser sig at konsulen Vincent Cadby, ikke har rent mel i posen. Han vil nemlig sørge for at de to stammer udsletter hinanden, så han kan overtage de nærliggende huler fyldt med det værdifulde materiale guano (ekskrementer fra flagermus), og derved stjæle det "lovligt".  

## Medvirkende
- Jim Carrey som Ace Ventura
- Ian McNeice som Fulton Greenwall
- Simon Callow som Vincent Cadby
- Maynard Eziashi som Ouda
- Bob Gunton som Burton Quinn
- Damon Standifer som Wachati-høvding
- Sophie Okonedo som Wachati-prinsesse
- Arsenio 'Sonny' Trinidad som Ashrammunk
- Danny D. Daniels som Wachootoo-stammens heksedoktor
- Andrew Steel som Mick Katie
- Bruce Spence som Gahjii
- Adewale Akinnuoye-Agbaje som Hitu
- Tommy Davidson som mini-krigeren